# 샤를로테 뭉크스고르
샤를로테 엘리사베트 뭉크스고르(덴마크어: Charlotte Elizabeth Munksgaard, 1958년 7월 14일~)는 덴마크의 배우이다. 뭉크스고르는 코펜하겐 대학교에서 연극학을 전공하고 코펜하겐의 차르 궁정 연극학교에서 배우로 훈련(1983-87년)했습니다. 1987년 그녀는 차르 궁정 출신 배우 8명과 함께 극장 far302를 설립했습니다. 1987년 이래로 멍크가드는 far302에서 50개 이상의 작품에 출연했으며, 프리랜서 배우로서 코펜하겐의 대부분의 극장과 영화 및 TV에서 일했습니다.